# Grossœuvre
Grossœuvre is een gemeente in het Franse departement Eure (regio Normandië). De plaats maakt deel uit van het arrondissement Évreux. Grossœuvre telde op 1 januari 2022 1.431 inwoners.

## Geografie
De oppervlakte van Grossœuvre bedroeg op 1 januari 2022 16,36 vierkante kilometer; de bevolkingsdichtheid was toen 87,5 inwoners per km².

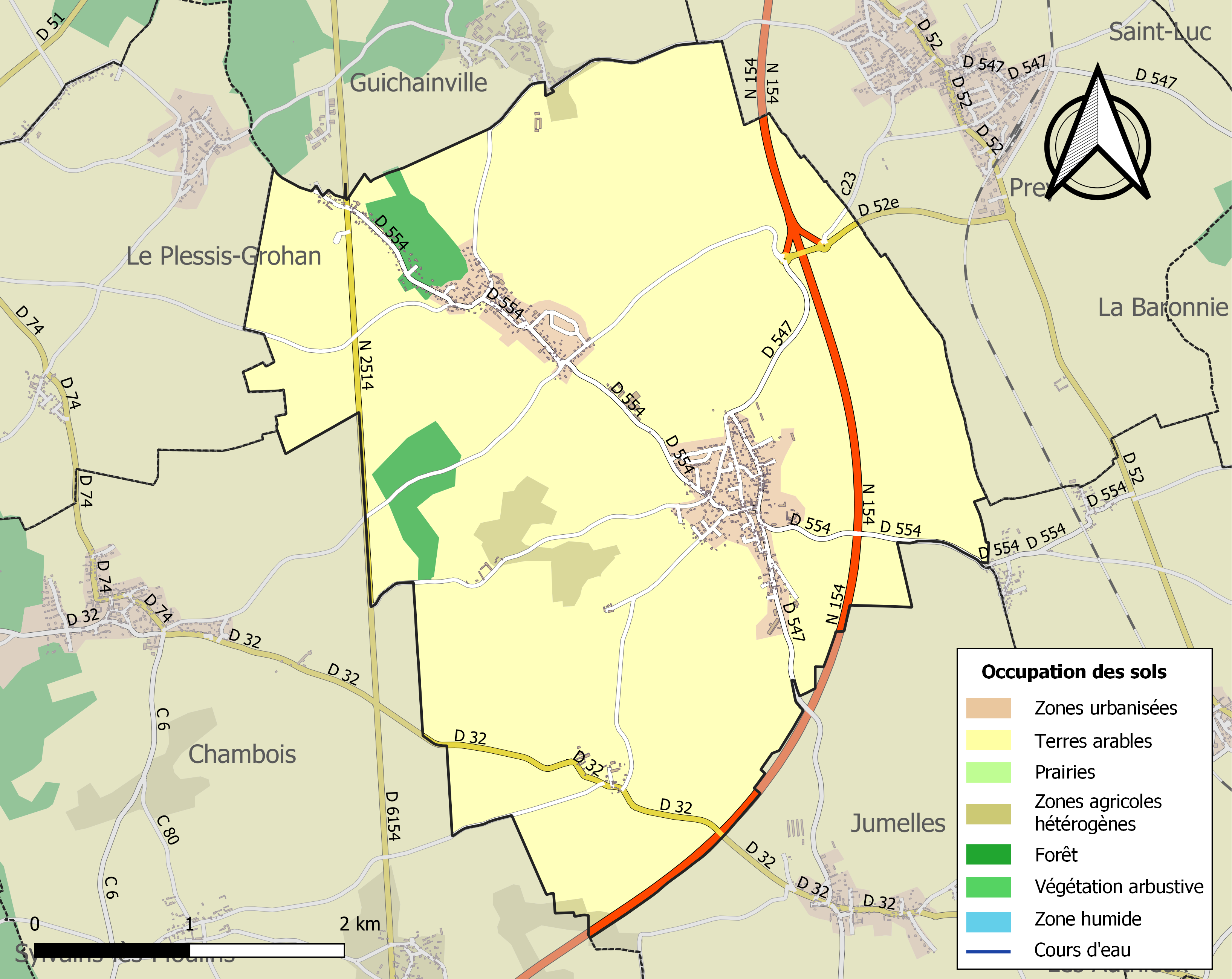
Kaart van de gemeente met belangrijkste infrastructuur, bodemgebruik en omliggende gemeenten

## Demografie
Onderstaande figuur toont het verloop van het inwonertal (bron: INSEE-tellingen).